# Portugália a 2004. évi nyári olimpiai játékokon
Portugália a görögországi Athénban megrendezett 2004. évi nyári olimpiai játékok egyik részt vevő nemzete volt. Az országot az olimpián 16 sportágban 81 sportoló képviselte, akik összesen 3 érmet szereztek.

## Érmesek
| Érem  | Versenyző        | Sportág      | Versenyszám         |
| ----- | ---------------- | ------------ | ------------------- |
| Ezüst | Francis Obikwelu | Atlétika     | Férfi 100 m         |
| Ezüst | Sérgio Paulinho  | Kerékpározás | Férfi mezőnyverseny |
| Bronz | Rui Silva        | Atlétika     | Férfi 1500 m        |

## Atlétika
Férfi
| Versenyző         | Versenyszám     | Előfutam | Előfutam | Előfutam | Negyeddöntő | Negyeddöntő | Negyeddöntő | Elődöntő | Elődöntő | Elődöntő | Döntő         | Döntő         |
| Versenyző         | Versenyszám     | Idő      | Hely.    | Össz.    | Idő         | Hely.       | Össz.       | Idő      | Hely.    | Össz.    | Idő           | Helyezés      |
| ----------------- | --------------- | -------- | -------- | -------- | ----------- | ----------- | ----------- | -------- | -------- | -------- | ------------- | ------------- |
| Francis Obikwelu  | 100 m           | 10,09    | 1.       | 5.       | 9,93        | 1.          | 2.*         | 9,97     | 2.       | 2.       | 9,86          |               |
| Francis Obikwelu  | 200 m           | 20,40    | 2.*      | 3.*      | 20,33       | 1.          | 6.          | 20,36    | 2.       | 4.       | 20,14         | 5.            |
| João Manuel Pires | 800 m           | 1:46,71  | 6.       | 29.      |             |             |             | kiesett  | kiesett  | kiesett  | kiesett       | kiesett       |
| Manuel Damião     | 1500 m          | 3:39,94  | 8.       | 19.      |             |             |             | 3:37,16  | 8.       | 8.       | kiesett       | kiesett       |
| Rui Silva         | 1500 m          | 3:37,98  | 2.       | 7.       |             |             |             | 3:40,99  | 2.       | 11.      | 3:34,68       |               |
| Luís Manuel Sá    | 110 m gát       | 14,01    | 8.       | 45.      | kiesett     | kiesett     | kiesett     | kiesett  | kiesett  | kiesett  | kiesett       | kiesett       |
| Edivaldo Monteiro | 400 m gát       | 49,53    | 4.       | 25.      |             |             |             | 49,26    | 7.       | 18.      | kiesett       | kiesett       |
| Manuel da Silva   | 3000 m akadály  | 8:38,31  | 11.      | 33.      |             |             |             |          |          |          | kiesett       | kiesett       |
| Alberto Chaíça    | Maraton         |          |          |          |             |             |             |          |          |          | 2:14:17       | 8.            |
| João Vieira       | 20 km gyaloglás |          |          |          |             |             |             |          |          |          | 1:22:19       | 10.           |
| Jorge Costa       | 50 km gyaloglás |          |          |          |             |             |             |          |          |          | 4:12:24       | 34.           |
| Pedro Martins     | 50 km gyaloglás |          |          |          |             |             |             |          |          |          | nem ért célba | nem ért célba |

| Versenyző      | Versenyszám   | Selejtező | Selejtező | Döntő    | Döntő    |
| Versenyző      | Versenyszám   | Eredmény  | Helyezés  | Eredmény | Helyezés |
| -------------- | ------------- | --------- | --------- | -------- | -------- |
| Gaspar Araújo  | Távolugrás    | 749 cm    | 33.       | kiesett  | kiesett  |
| Nelson Évora   | Hármasugrás   | 15,72 m   | 40.       | kiesett  | kiesett  |
| Vítor da Costa | Kalapácsvetés | 72,47 m   | 27.       | kiesett  | kiesett  |

Női
| Versenyző         | Versenyszám     | Előfutam | Előfutam | Előfutam | Elődöntő | Elődöntő | Elődöntő | Döntő         | Döntő         |
| Versenyző         | Versenyszám     | Idő      | Hely.    | Össz.    | Idő      | Hely.    | Össz.    | Idő           | Helyezés      |
| ----------------- | --------------- | -------- | -------- | -------- | -------- | -------- | -------- | ------------- | ------------- |
| Nédia Semedo      | 800 m           | 2:02,61  | 5.       | 19.      | kiesett  | kiesett  | kiesett  | kiesett       | kiesett       |
| Carla Sacramento  | 1500 m          | 4:07,73  | 8.       | 24.      | 4:10,85  | 10.      | 22.      | kiesett       | kiesett       |
| Inês Monteiro     | 5000 m          | 16:03,75 | 18.      | 34.      |          |          |          | kiesett       | kiesett       |
| Fernanda Ribeiro  | 10 000 m        |          |          |          |          |          |          | nem ért célba | nem ért célba |
| Ana Dias          | Maraton         |          |          |          |          |          |          | 3:08:11       | 62.           |
| Helena Sampaio    | Maraton         |          |          |          |          |          |          | 2:49:18       | 47.           |
| Susana Feitor     | 20 km gyaloglás |          |          |          |          |          |          | 1:32:47       | 20.           |
| Inês Henriques    | 20 km gyaloglás |          |          |          |          |          |          | 1:33:53       | 25.           |
| Maribel Gonçalves | 20 km gyaloglás |          |          |          |          |          |          | 1:33:59       | 26.           |

| Versenyző      | Versenyszám   | Selejtező | Selejtező | Döntő    | Döntő    |
| Versenyző      | Versenyszám   | Eredmény  | Helyezés  | Eredmény | Helyezés |
| -------------- | ------------- | --------- | --------- | -------- | -------- |
| Teresa Machado | Diszkoszvetés | 58,47 m   | 23.       | kiesett  | kiesett  |
| Vânia Silva    | Kalapácsvetés | 63,81 m   | 34.       | kiesett  | kiesett  |

| Versenyző   | Versenyszám | 100 m gát | 100 m gát | Magasugrás | Magasugrás | Súlylökés | Súlylökés | 200 m | 200 m | Távolugrás | Távolugrás | Gerelyhajítás | Gerelyhajítás | 800 m   | 800 m | Végeredmény | Végeredmény |
| Versenyző   | Versenyszám | Idő       | Pont      | Eredmény   | Pont       | Eredmény  | Pont      | Idő   | Pont  | Eredmény   | Pont       | Eredmény      | Pont          | Idő     | Pont  | Pont        | Helyezés    |
| ----------- | ----------- | --------- | --------- | ---------- | ---------- | --------- | --------- | ----- | ----- | ---------- | ---------- | ------------- | ------------- | ------- | ----- | ----------- | ----------- |
| Naide Gomes | Hétpróba    | 13,58     | 1039      | 185 cm     | 1041       | 14,71 m   | 841       | 25,46 | 845   | 610 cm     | 880        | 40,75 m       | 682           | 2:20,05 | 823   | 6151        | 13.         |

* - egy másik versenyzővel azonos időt ért el

## Birkózás

### Férfi
Kötöttfogású
| Versenyző   | Versenyszám | Csoportkör                                                           | Csoportkör | Negyeddöntő       | Elődöntő          | Bronz- mérkőzés   | Döntő             | Helyezés |
| Versenyző   | Versenyszám | Ellenfél Eredmény                                                    | Hely.      | Ellenfél Eredmény | Ellenfél Eredmény | Ellenfél Eredmény | Ellenfél Eredmény | Helyezés |
| ----------- | ----------- | -------------------------------------------------------------------- | ---------- | ----------------- | ----------------- | ----------------- | ----------------- | -------- |
| Hugo Passos | 60 kg       | B csoport · Eusebiu Diaconu (ROU) · 0-10 · Jim Gruenwald (USA) · TUS | 3.         | kiesett           | kiesett           | kiesett           | kiesett           | 21.      |

## Cselgáncs
Férfi
| Versenyző    | Versenyszám | Selejtező         | 32-es főtábla                                   | Nyolcaddöntő                     | Negyeddöntő                          | Elődöntő          | Vigaszág első kör | Vigaszág negyeddöntő                    | Vigaszág elődöntő             | Bronz- mérkőzés   | Döntő             | Helyezés    |
| Versenyző    | Versenyszám | Ellenfél Eredmény | Ellenfél Eredmény                               | Ellenfél Eredmény                | Ellenfél Eredmény                    | Ellenfél Eredmény | Ellenfél Eredmény | Ellenfél Eredmény                       | Ellenfél Eredmény             | Ellenfél Eredmény | Ellenfél Eredmény | Helyezés    |
| ------------ | ----------- | ----------------- | ----------------------------------------------- | -------------------------------- | ------------------------------------ | ----------------- | ----------------- | --------------------------------------- | ----------------------------- | ----------------- | ----------------- | ----------- |
| João Pina    | Harmatsúly  |                   | Musza Nasztujev (UKR) · 1100-0010               | Ungvári Miklós (HUN) · 0011-0001 | Yordanis Arencibia (CUB) · 0001-1001 |                   |                   | Ludwig Ortíz (VEN) · 0030-0001          | Óscar Peñas (ESP) · 0002-0010 | kiesett           |                   | 7.          |
| João Neto    | Könnyűsúly  |                   | Hrisztódulosz Hrisztodulídisz (CYP) · 0011-0010 | Claudiu Baştea (ROU) · 1020-0001 | Victor Bivol (MDA) · 0000-1000       |                   |                   | Hámed Malek Mohammadi (IRI) · 1110-0020 | Jimmy Pedro (USA) · 0000-1010 | kiesett           |                   | 7.          |
| Nuno Delgado | Váltósúly   |                   | Roberto Meloni (ITA) · 0002-0010                | kiesett                          | kiesett                              | kiesett           |                   |                                         |                               |                   |                   | helyezetlen |

Női
| Versenyző      | Versenyszám | Selejtező                      | Nyolcaddöntő                      | Negyeddöntő                         | Elődöntő          | Vigaszág első kör | Vigaszág negyeddöntő          | Vigaszág elődöntő | Bronz- mérkőzés   | Döntő             | Helyezés    |
| Versenyző      | Versenyszám | Ellenfél Eredmény              | Ellenfél Eredmény                 | Ellenfél Eredmény                   | Ellenfél Eredmény | Ellenfél Eredmény | Ellenfél Eredmény             | Ellenfél Eredmény | Ellenfél Eredmény | Ellenfél Eredmény | Helyezés    |
| -------------- | ----------- | ------------------------------ | --------------------------------- | ----------------------------------- | ----------------- | ----------------- | ----------------------------- | ----------------- | ----------------- | ----------------- | ----------- |
| Telma Monteiro | Harmatsúly  | M'Mah Soumah (GUI) · 1000-0000 | Michal Feinblat (ISR) · 1010-0000 | Annabelle Euranie (FRA) · 0000-0001 |                   |                   | Ioana Aluaş (ROU) · 0000-1000 | kiesett           | kiesett           |                   | helyezetlen |

## Kajak-kenu

### Síkvízi
Férfi
| Versenyző     | Versenyszám        | Előfutam | Előfutam | Előfutam | Elődöntő | Elődöntő | Elődöntő | Döntő    | Döntő    |
| Versenyző     | Versenyszám        | Idő      | Hely.    | Össz.    | Idő      | Hely.    | Össz.    | Idő      | Helyezés |
| ------------- | ------------------ | -------- | -------- | -------- | -------- | -------- | -------- | -------- | -------- |
| Emanuel Silva | Kajak egyes 500 m  | 1:40,067 | 4.       | 12.      | 1:43,051 | 7.       | 21.      | kiesett  | kiesett  |
| Emanuel Silva | Kajak egyes 1000 m | 3:29,854 | 3.       | 9.       | 3:29,942 | 3.       | 5.       | 3:33,862 | 7.       |

## Kerékpározás

### Országúti kerékpározás
Férfi
| Versenyző       | Versenyszám   | Idő                   | Helyezés      |
| --------------- | ------------- | --------------------- | ------------- |
| Gonçalo Amorim  | Mezőnyverseny | nem ért célba         | nem ért célba |
| Cândido Barbosa | Mezőnyverseny | nem ért célba         | nem ért célba |
| Nuno Ribeiro    | Mezőnyverseny | 5:41:56 (+0:12)       | 27.           |
| Sérgio Paulinho | Mezőnyverseny | 5:41:45 (+0:01)       |               |
| Sérgio Paulinho | Időfutam      | 1:01:25,63 (+3:53,89) | 25.           |

## Labdarúgás

### Férfi
| #             | Név                 | Klub              | Születési idő                    | Mérkőzésszám | Gól     | Sárga lap | sárga lap · 2. sárga lap · kiállítva | kiállítva |
| Kapusok       | Kapusok             | Kapusok           | Kapusok                          | Kapusok      | Kapusok | Kapusok   | Kapusok                              | Kapusok   |
| ------------- | ------------------- | ----------------- | -------------------------------- | ------------ | ------- | --------- | ------------------------------------ | --------- |
| 1             | José Moreira        | SL Benfica        | 1982. március 20. (22 évesen)    | 3            | 0       | 0         | 0                                    | 0         |
| 18            | Bruno Vale          | FC Porto          | 1983. április 8. (21 évesen)     | 0            | 0       | 0         | 0                                    | 0         |
| Védők         |                     |                   |                                  |              |         |           |                                      |           |
| 2             | Mário Sérgio        | Sporting CP       | 1981. július 28. (23 évesen)     | 1(1)         | 0       | 1         | 0                                    | 0         |
| 4             | Bruno Alves         | FC Porto          | 1981. november 27. (22 évesen)   | 2            | 0       | 2         | 0                                    | 0         |
| 5             | Ricardo Costa (csk) | FC Porto          | 1981. május 16. (23 évesen)      | 3            | 1       | 1         | 0                                    | 0         |
| 6             | Fernando Meira      | VfB Stuttgart     | 1978. június 5. (26 évesen)      | 3            | 0       | 0         | 0                                    | 0         |
| 11            | Jorge Ribeiro       | Gil Vicente       | 1981. november 9. (22 évesen)    | 3            | 1       | 0         | 0                                    | 0         |
| 12            | Nuno Frechaut       | Boavista FC       | 1977. szeptember 24. (26 évesen) | 2(1)         | 0       | 1         | 0                                    | 0         |
| 16            | João Paulo          | UD Leiria         | 1981. június 6. (23 évesen)      | 1            | 0       | 0         | 1                                    | 0         |
| Középpályások |                     |                   |                                  |              |         |           |                                      |           |
| 3             | Raul Meireles       | FC Porto          | 1983. március 17. (21 évesen)    | 2(1)         | 0       | 2         | 0                                    | 0         |
| 8             | Hugo Viana          | Sporting CP       | 1983. január 15. (21 évesen)     | 1(1)         | 0       | 0         | 0                                    | 1         |
| 10            | Carlos Martins      | Sporting CP       | 1982. április 29. (22 évesen)    | 1(2)         | 0       | 0         | 0                                    | 0         |
| 14            | José Bosingwa       | FC Porto          | 1982. augusztus 24. (21 évesen)  | 3            | 1       | 1         | 0                                    | 0         |
| Csatárok      |                     |                   |                                  |              |         |           |                                      |           |
| 7             | Cristiano Ronaldo   | Manchester United | 1982. február 5. (22 évesen)     | 2            | 1       | 2         | 0                                    | 0         |
| 9             | Hugo Almeida        | FC Porto          | 1984. május 23. (20 évesen)      | 3            | 1       | 0         | 0                                    | 0         |
| 13            | Luís Boa Morte      | Fulham FC         | 1977. augusztus 4. (27 évesen)   | 1            | 0       | 0         | 0                                    | 1         |
| 15            | Lourenço            | CF Os Belenenses  | 1983. június 5. (21 évesen)      | (2)          | 0       | 1         | 0                                    | 0         |
| 17            | Danny Alves         | Sporting CP       | 1983. augusztus 7. (21 évesen)   | 2(1)         | 0       | 0         | 0                                    | 0         |
| Edző          |                     |                   |                                  |              |         |           |                                      |           |
|               | José Pratas         | POR               | 1954. április 13. (50 évesen)    |              |         |           |                                      |           |

- Kor: 2004. augusztus 10-i kora

#### Eredmények
D csoport 
| Csapat           | M | Gy | D | V | Rg | Kg | Gk | P |
| ---------------- | - | -- | - | - | -- | -- | -- | - |
| Irak (IRQ)       | 3 | 2  | 0 | 1 | 7  | 4  | +3 | 6 |
| Costa Rica (CRC) | 3 | 1  | 1 | 1 | 4  | 4  | 0  | 4 |
| Marokkó (MAR)    | 3 | 1  | 1 | 1 | 3  | 3  | 0  | 4 |
| Portugália (POR) | 3 | 1  | 0 | 2 | 6  | 9  | –3 | 3 |

| 2004. augusztus 12. 20:30 |

| Irak (IRQ)                                                 | 4–2               | Portugália (POR)                         |
| ---------------------------------------------------------- | ----------------- | ---------------------------------------- |
| E. Mohammed 16' H. Mohammed 29' J. Mahmúd 56' Szadír 90+3' | (2–2) Jegyzőkönyv | Abd el-Dzsabbár 13' (öngól) Bosingwa 45' |

| Pampeloponnisiako Stadium, Pátra Nézőszám: 5689 Játékvezető: Evehe (kameruni) |

| 2004. augusztus 15. 20:30 |

| Marokkó (MAR) | 1–2               | Portugália (POR)            |
| ------------- | ----------------- | --------------------------- |
| Búden 85'     | (0–1) Jegyzőkönyv | C. Ronaldo 40' R. Costa 73' |

| Pankritio Stadium, Iráklio Nézőszám: 7581 Játékvezető: Batres (guatemalai) |

| 2004. augusztus 18. 20:30 |

| Costa Rica (CRC)                                          | 4–2               | Portugália (POR)        |
| --------------------------------------------------------- | ----------------- | ----------------------- |
| Villalobos 50' Meira 68' (öngól) Saborío 71' Brenes 90+1' | (0–1) Jegyzőkönyv | Almeida 29' Ribeiro 54' |

| Pankritio Stadium, Iráklio Nézőszám: 11 218 Játékvezető: Torres (paraguayi) |

| Csapat           | Helyezés |
| ---------------- | -------- |
| Portugália (POR) | 14.      |

## Lovaglás
Lovastusa
| Versenyző    | Ló             | Versenyszám | Díjlovaglás | Díjlovaglás | Tereplovaglás | Tereplovaglás | Tereplovaglás | Díjugratás | Díjugratás | Díjugratás | Díjugratás | Végeredmény | Végeredmény |
| Versenyző    | Ló             | Versenyszám | Díjlovaglás | Díjlovaglás | Tereplovaglás | Tereplovaglás | Tereplovaglás | 1. kör     | 1. kör     | 2. kör     | 2. kör     | Végeredmény | Végeredmény |
| Versenyző    | Ló             | Versenyszám | Bünt.       | Hely.       | Bünt.         | Hely.         | Össz.         | Bünt.      | Hely.      | Bünt.      | Hely.      | Bünt.       | Helyezés    |
| ------------ | -------------- | ----------- | ----------- | ----------- | ------------- | ------------- | ------------- | ---------- | ---------- | ---------- | ---------- | ----------- | ----------- |
| Carlos Grave | Laughton Hills | Egyéni      | 72,8        | 69.         | 12,8          | 43.           | 49.           | 11         | 37.        | kiesett    | kiesett    | 96,6        | 46.         |

## Röplabda

### Strandröplabda

#### Férfi
| Versenyző               | Csoportkör | Csoportkör | Nyolcaddöntő                                                 | Negyeddöntő       | Elődöntő          | Döntő             | Helyezés |
| Versenyző               | Ellenfél Eredmény | Hely.      | Ellenfél Eredmény                                            | Ellenfél Eredmény | Ellenfél Eredmény | Ellenfél Eredmény | Helyezés |
| ----------------------- | --- | ---------- | ------------------------------------------------------------ | ----------------- | ----------------- | ----------------- | -------- |
| João Brenha Miguel Maia | F csoport · Argentína (ARG) · Mariano Baracetti · Martín Conde · 21-13, 16-21, 5-15 · Görögország (GRE) · Pávlosz Beligrátisz · Athanásziosz Mihalópulosz · 14-21, 19-21 · Dél-afrikai Köztársaság (RSA) · Colin Pocock · Gershon Rorich · 20-22, 20-22 | 3.         | Svájc (SUI) · Patrick Heuscher · Stefan Kobel · 18-21, 19-21 | kiesett           | kiesett           | kiesett           | 9.       |

## Sportlövészet
Férfi
| Versenyző         | Versenyszám    | Selejtező | Selejtező | Döntő   | Döntő    |
| Versenyző         | Versenyszám    | Pont      | Helyezés  | Pont    | Helyezés |
| ----------------- | -------------- | --------- | --------- | ------- | -------- |
| João Costa        | Légpisztoly    | 578       | 17.*      | kiesett | kiesett  |
| João Costa        | Szabadpisztoly | 556       | 12.*      | kiesett | kiesett  |
| Custódio Ezequiel | Trap           | 115       | 21.**     | kiesett | kiesett  |

* - két másik versenyzővel azonos eredményt ért el

** - három másik versenyzővel azonos eredményt ért el

## Tollaslabda
| Versenyző         | Versenyszám | 32-es főtábla                      | Nyolcaddöntő      | Negyeddöntő       | Elődöntő          | Bronz- mérkőzés   | Döntő             | Helyezés |
| Versenyző         | Versenyszám | Ellenfél Eredmény                  | Ellenfél Eredmény | Ellenfél Eredmény | Ellenfél Eredmény | Ellenfél Eredmény | Ellenfél Eredmény | Helyezés |
| ----------------- | ----------- | ---------------------------------- | ----------------- | ----------------- | ----------------- | ----------------- | ----------------- | -------- |
| Marco Vasconcelos | Férfi egyes | Richard Vaughan (GBR) · 5-15, 5-15 | kiesett           | kiesett           | kiesett           | kiesett           | kiesett           | 17.      |

## Torna
Férfi
| Versenyző     | Versenyszám      | Selejtező | Selejtező | Döntő    | Döntő    |
| Versenyző     | Versenyszám      | Pontszám  | Helyezés  | Pontszám | Helyezés |
| ------------- | ---------------- | --------- | --------- | -------- | -------- |
| Filipe Bezugo | Talaj            | 8,987     | 63.       | kiesett  | kiesett  |
| Filipe Bezugo | Ugrás            | 8,925     |           | kiesett  | kiesett  |
| Filipe Bezugo | Korlát           | 8,262     | 79.       | kiesett  | kiesett  |
| Filipe Bezugo | Nyújtó           | 9,262     | 54.       | kiesett  | kiesett  |
| Filipe Bezugo | Gyűrű            | 8,962     | 67.       | kiesett  | kiesett  |
| Filipe Bezugo | Lólengés         | 8,525     | 75.       | kiesett  | kiesett  |
| Filipe Bezugo | Egyéni összetett | 52,923    | 43.       | kiesett  | kiesett  |

### Trambulin
| Versenyző   | Versenyszám | Selejtező | Selejtező | Döntő    | Döntő    |
| Versenyző   | Versenyszám | Pontszám  | Helyezés  | Pontszám | Helyezés |
| ----------- | ----------- | --------- | --------- | -------- | -------- |
| Nuno Merino | Férfi       | 66,9      | 8.        | 40,1     | 6.       |

## Triatlon
| Versenyző         | Versenyszám | 1,5 km úszás | 1,5 km úszás | 40 km kerékpározás | 40 km kerékpározás | 10 km futás | 10 km futás | Összesítés | Összesítés |
| Versenyző         | Versenyszám | Idő          | Hely.        | Idő                | Hely.              | Idő         | Hely.       | Idő        | Helyezés   |
| ----------------- | ----------- | ------------ | ------------ | ------------------ | ------------------ | ----------- | ----------- | ---------- | ---------- |
| Vanessa Fernandes | Női         | 19:20        | 11.          | 1:10:46            | 25.                | 35:25       | 5.          | 2:06:15,39 | 8.         |

## Úszás
Férfi
| Versenyző                                          | Versenyszám          | Előfutam | Előfutam | Előfutam | Elődöntő | Elődöntő | Elődöntő | Döntő   | Döntő    |
| Versenyző                                          | Versenyszám          | Idő      | Hely.    | Össz.    | Idő      | Hely.    | Össz.    | Idő     | Helyezés |
| -------------------------------------------------- | -------------------- | -------- | -------- | -------- | -------- | -------- | -------- | ------- | -------- |
| Pedro Silva                                        | 50 m gyors           | 23,23    | 5.*      | 36.**    | kiesett  | kiesett  | kiesett  | kiesett | kiesett  |
| Tiago Venâncio                                     | 100 m gyors          | 50,18    | 7.       | 26.      | kiesett  | kiesett  | kiesett  | kiesett | kiesett  |
| Luís Monteiro                                      | 200 m gyors          | 1:51,78  | 5.       | 29.      | kiesett  | kiesett  | kiesett  | kiesett | kiesett  |
| Fernando Costa                                     | 1500 m gyors         | 15:32,55 | 8.       | 21.      |          |          |          | kiesett | kiesett  |
| José Couto                                         | 100 m mell           | 1:03,72  | 7.       | 33.      | kiesett  | kiesett  | kiesett  | kiesett | kiesett  |
| Simão Morgado                                      | 100 m pillangó       | 53,53    | 3.       | 24.      | kiesett  | kiesett  | kiesett  | kiesett | kiesett  |
| João Araújo Luís Monteiro Adriano Niz Miguel Pires | 4 × 200 m gyorsváltó | 7:27,99  | 7.       | 14.      |          |          |          | kiesett | kiesett  |

Női
| Versenyző         | Versenyszám    | Előfutam | Előfutam | Előfutam | Elődöntő | Elődöntő | Elődöntő | Döntő   | Döntő    |
| Versenyző         | Versenyszám    | Idő      | Hely.    | Össz.    | Idő      | Hely.    | Össz.    | Idő     | Helyezés |
| ----------------- | -------------- | -------- | -------- | -------- | -------- | -------- | -------- | ------- | -------- |
| Diana Gomes       | 100 m mell     | 1:11,40  | 8.       | 24.*     | kiesett  | kiesett  | kiesett  | kiesett | kiesett  |
| Diana Gomes       | 200 m mell     | 2:34,23  | 5.       | 23.      | kiesett  | kiesett  | kiesett  | kiesett | kiesett  |
| Raquel Felgueiras | 200 m pillangó | 2:13,08  | 6.       | 20.      | kiesett  | kiesett  | kiesett  | kiesett | kiesett  |

* - egy másik versenyzővel azonos időt ért el

** - két másik versenyzővel azonos időt ért el

## Vitorlázás
Férfi
| Versenyző                   | Versenyszám     | Futam | Futam | Futam | Futam | Futam | Futam | Futam | Futam | Futam | Futam | Futam | Pontszám | Helyezés |
| Versenyző                   | Versenyszám     | 1     | 2     | 3     | 4     | 5     | 6     | 7     | 8     | 9     | 10    | 11    | Pontszám | Helyezés |
| --------------------------- | --------------- | ----- | ----- | ----- | ----- | ----- | ----- | ----- | ----- | ----- | ----- | ----- | -------- | -------- |
| João Rodrigues              | Szörfvitorlázás | 10    | 2     | 22    | 9     | 3     | 5     | 4     | 35    | 7     | 8     | 8     | 78       | 6.       |
| Álvaro Marinho Miguel Nunes | 470-es osztály  | 22    | 5     | 20    | 21    | 10    | 8     | 9     | 1     | 20    | 1     | 8     | 103      | 7.       |

Női
| Versenyző    | Versenyszám | Futam | Futam | Futam | Futam | Futam | Futam | Futam | Futam | Futam | Futam | Futam | Pontszám | Helyezés |
| Versenyző    | Versenyszám | 1     | 2     | 3     | 4     | 5     | 6     | 7     | 8     | 9     | 10    | 11    | Pontszám | Helyezés |
| ------------ | ----------- | ----- | ----- | ----- | ----- | ----- | ----- | ----- | ----- | ----- | ----- | ----- | -------- | -------- |
| Joana Pratas | Europe      | 2     | 24    | 17    | 22    | 24    | 16    | 12    | 26    | 22    | 9     | 21    | 169      | 22.      |

Nyílt
| Versenyző                  | Versenyszám | Futam | Futam | Futam | Futam | Futam | Futam | Futam | Futam | Futam | Futam | Futam | Pontszám | Helyezés |
| Versenyző                  | Versenyszám | 1     | 2     | 3     | 4     | 5     | 6     | 7     | 8     | 9     | 10    | 11    | Pontszám | Helyezés |
| -------------------------- | ----------- | ----- | ----- | ----- | ----- | ----- | ----- | ----- | ----- | ----- | ----- | ----- | -------- | -------- |
| Gustavo de Lima            | Laser       | 1     | 15    | 7     | 28    | 14    | 19    | 6     | 4     | 2     | 1     | 19    | 88       | 5.       |
| Diogo Cayolla Nuno Barreto | Tornádó     | 18    | 16    | 14    | 16    | 12    | 13    | 12    | 15    | 11    | 6     | 7     | 122      | 16.      |

## Vívás
Férfi
| Versenyző  | Versenyszám | Selejtező         | 32-es főtábla                      | Nyolcaddöntő      | Negyeddöntő       | Elődöntő          | Bronz- mérkőzés   | Döntő             | Helyezés |
| Versenyző  | Versenyszám | Ellenfél Eredmény | Ellenfél Eredmény                  | Ellenfél Eredmény | Ellenfél Eredmény | Ellenfél Eredmény | Ellenfél Eredmény | Ellenfél Eredmény | Helyezés |
| ---------- | ----------- | ----------------- | ---------------------------------- | ----------------- | ----------------- | ----------------- | ----------------- | ----------------- | -------- |
| João Gomes | Tőr, egyéni |                   | Tamer Mohamed Tahoun (EGY) · 14-15 | kiesett           | kiesett           | kiesett           | kiesett           | kiesett           | 20.      |